# Meunasah Tambo (Peudada)
Meunasah Tambo is een bestuurslaag in het regentschap Bireuen van de provincie Atjeh, Indonesië. Meunasah Tambo telt 641 inwoners (volkstelling 2010).